# Haynaldoticum turgidovillosum
Haynaldoticum turgidovillosum är en gräsart som beskrevs av Raffaele Ciferri och Valerio Giacomini. Haynaldoticum turgidovillosum ingår i släktet Haynaldoticum och familjen gräs. Inga underarter finns listade i Catalogue of Life.